# رجل من الأرض (فلم)
رجل من الأرض (بالإنجليزية: The Man from Earth) هو فيلم خيال علمي درامي أمريكي، كتبه جيروم بيكسبي وأخرجه ريتشارد شينكمن. قام بدور بطولة ديفيد لي سميث كجون أولدمان. 

## القصة
يبدأ الفلم بالبروفيسور جون أولدمان وهو يحزم أمتعته استعدادًا للرحيل إلى منزل جديد. يظهر زملائه لتوديعه بإقامة حفل وداع بسيطة ثم يصرون على الاستفسار عن سبب انتقاله ليأتي رد جون بأنه إنسان كهف عاش قبل 14 ألف سنة ومنذ ذلك الوقت يستمر بالتنقل كل عشر سنوات حتى لا يلاحظ من يحيطون به أنه لا يتقدم بالعمر.

## روابط خارجية
- مقالات تستعمل روابط فنية بلا صلة مع ويكي بيانات